# Manewr Rubina
Manewr Rubina – manewr wykorzystywany w przypadku dystocji barkowej. Ma on na celu zmniejszenie wymiaru międzybarkowego płodu przez przywiedzenie ramion do siebie. Polega on na wprowadzeniu dwóch palców do pochwy i ułożeniu ich na tylnym barku płodu. Następnie w wyniku nacisku w kierunku klatki piersiowej, zostaje on przemieszczony. Zmniejszenie wymiaru międzybarkowego jest efektem skierowania barków płodu ku przodowi lub zbliżeniu ich do siebie.